# Coelorachis selloana
Coelorachis selloana är en gräsart som först beskrevs av Eduard Hackel, och fick sitt nu gällande namn av Aimée Antoinette Camus. Coelorachis selloana ingår i släktet Coelorachis, och familjen gräs. Inga underarter finns listade i Catalogue of Life.